# Stanley Johnson (Politiker)

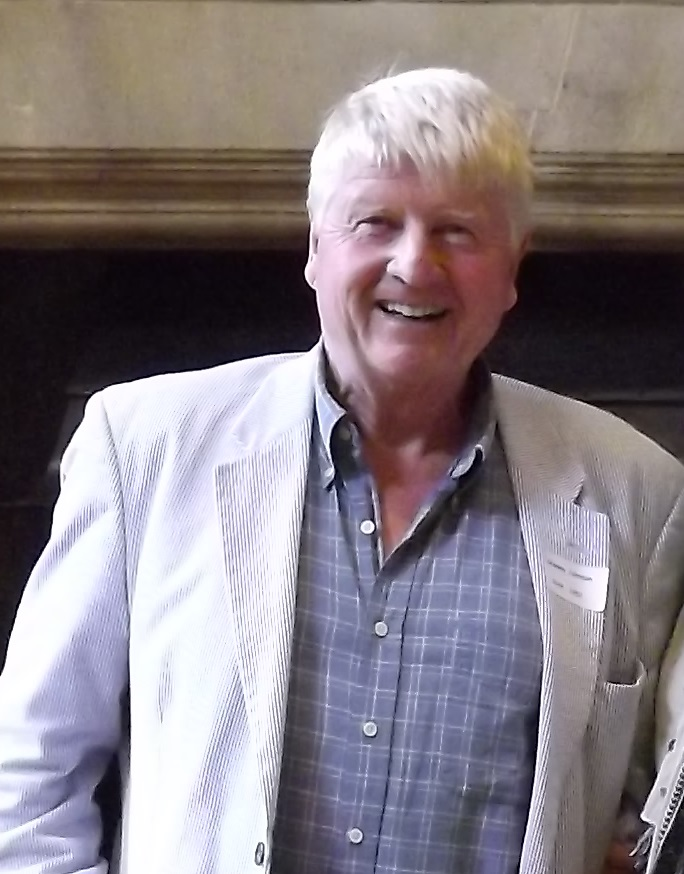
Stanley Johnson, 2011

Stanley Patrick Johnson (* 18. August 1940 in Penzance, Cornwall) ist ein britisch-französischer Autor, Politiker (Conservative Party) und Experte für Umwelt- und Bevölkerungspolitik. Er war von 1979 bis 1984 Mitglied des Europäischen Parlaments.

## Leben
Er ist der Sohn von Wilfred Johnson (Osman Kemal; 1909–1992) und Irene Williams, der Tochter von Stanley Fred Williams aus Bromley in Kent und dessen französischer Ehefrau Marie Louise de Pfeffel. Sein Vater war der Sohn des Journalisten und letzten osmanischen Innenministers Ali Kemal Bey und dessen anglo-schweizerischer Gattin Winifred Brun, nach der Ermordung seines Vaters Ali Kemal wuchs er in England auf und nahm einen englischen Geburtsnamen seiner Mutter (Johnson) an. 
Aus seiner ersten Ehe mit der Malerin Charlotte Fawcett hat Stanley Johnson vier Kinder: Boris (Premier-Minister UK), Rachel, Leo und Jo Johnson (jetzt: Lord Johnson of Marylebone). Eine weitere Tochter und ein Sohn entstammen seiner zweiten Ehe mit Jennifer Kidd.
Johnson besuchte das traditionsreiche Internat Sherborne School in Dorset und studierte am Exeter College der Universität Oxford englische Sprache und Literatur. Als Student reiste er 1961 mit den Reiseschriftstellern Tim Severin und Michael de Larrabeiti mit dem Motorrad auf den Spuren Marco Polos von Venedig über Iran und Afghanistan nach Indien.
Er arbeitete bei der Weltbank, wo er sich insbesondere mit Umweltpolitik beschäftigte. Von 1973 bis 1979 leitete er die Abteilung zur Verhinderung von Umweltverschmutzung in der Europäischen Kommission. Bei der ersten direkten Europawahl 1979 wurde er als Abgeordneter der Conservative Party für den Wahlkreis Wight and Hampshire East in das Europäische Parlament gewählt, dem er bis 1984 angehörte. Dort saß er in der Fraktion der Europäischen Demokraten und war stellvertretender Vorsitzender des Ausschusses für Umweltfragen, Volksgesundheit und Verbraucherschutz. Anschließend war Johnson bis 1994 als Berater der Generaldirektion Umwelt und Direktor für Energiepolitik erneut bei der EG-Kommission tätig. Er veröffentlichte eine Reihe von Büchern zu Umweltthemen sowie mehrere Romane.
Während der Kampagne vor dem EU-Mitgliedschaftsreferendum im Vereinigten Königreich 2016 engagierte sich Johnson im Gegensatz zu seinem Sohn Boris für einen Verbleib Großbritanniens in der Europäischen Union. Später akzeptierte er das Abstimmungsergebnis und den Brexit.
Im Dezember 2020, kurz vor dem Ausscheiden des Vereinigten Königreichs aus der EU, erklärte er, dass er die französische Staatsbürgerschaft beantragen wolle, auf die er als Kind einer französischen Mutter Anspruch habe. Am 18. Mai 2022 erhielt er die französische Staatsbürgerschaft.

## Werke
- Gold Drain (1967, Heinemann)
- Panther Jones for President (1968, Heinemann) ISBN 0-434-37701-5.
- Life without Birth: A Journey Through the Third World in Search of the Population Explosion (1970, Heinemann) ISBN 0-434-37702-3.
- The Green Revolution (1972, Hamilton) ISBN 0-241-02102-2.
- The Population Problem (1973, David & C) ISBN 0-7153-6282-8.
- The Politics of Environment (1973, T Stacey) ISBN 0-85468-298-8.
- The Urbane Guerilla (1975, Macmillan) ISBN 0-333-17679-0.
- Pollution Control Policy of the EEC (1978, Graham & Trotman) ISBN 0-86010-136-3.
- The Doomsday Deposit (1979, EP Dutton) ISBN 0-525-09468-7.
- The Marburg Virus (1982, Heinemann) ISBN 0-434-37704-X.
- Tunnel (1984, Heinemann) ISBN 0-434-37705-8.
- Antarctica: The Last Great Wilderness (1985, Weidenfeld & N) ISBN 0-297-78676-8.
- The Commissioner (1987, Century) ISBN 0-7126-1587-3.
- Dragon River (1989, Frederick Muller) ISBN 0-09-173526-2.
- The Earth Summit: The United Nations Conference on Environment and Development (UNCED) (1993, Kluwer Law International) ISBN 978-1-85333-784-0.
- World Population - Turning the Tide (1994, Kluwer Law International) ISBN 1-85966-046-0.
- The Environmental Policy of the European Communities (1995, Kluwer Law International) ISBN 90-411-0862-9.
- The Politics of Population: Cairo, 1994 (1995, Earthscan) ISBN 1-85383-297-9.
- Icecap (1999, Cameron May) ISBN 1-874698-67-8.
- Stanley I Presume (2009, Fourth Estate Ltd) ISBN 0-00-729672-X.
- Survival: Saving Endangered Migratory Species [co-authored with Robert Vagg] (2010, Stacey International) ISBN 1-906768-11-0.
- Where the Wild Things Were: Travels of a Conservationist (2012, Stacey International) ISBN 1-906768-87-0.
- UNEP The First 40 Years; A Narrative by Stanley Johnson (2012, United Nations Environment Programme) ISBN 978-92-807-3314-3.